# Arnison (Fluss)
Der Arnison ist ein kleiner Fluss in Frankreich, der im Département Côte-d’Or in der Region Bourgogne-Franche-Comté verläuft. Er entspringt im Gemeindegebiet von Binges, entwässert generell in südlicher Richtung durch den Staatsforst Forêt Domaniale de Longchamp und mündet nach rund 18 Kilometern an der Gemeindegrenze von Tréclun und Champdôtre als linker Nebenfluss in die Tille. In seinem Unterlauf quert der Arnison die Bahnstrecke Dijon–Vallorbe und die Autobahn A39.

## Orte am Fluss
(Reihenfolge in Fließrichtung)
- L’Aiguillon Sud, Gemeinde Binges
- Tellecey
- Longchamp
- Premières, Gemeinde Collonges-et-Premières
- Soirans
- Tréclun
- Le Moulin, Gemeinde Champdôtre